# Samuel Rösch
Samuel Rösch (* 24. August 1994) ist ein deutscher Sänger und gewann 2018 die achte Staffel von The Voice of Germany.

## Leben
Samuel Rösch wuchs im erzgebirgischen Ort Großrückerswalde auf. Er hat zwei Brüder und ist verheiratet. Schon früh beteiligte er sich musikalisch und ehrenamtlich in der Kirchgemeinde seines Heimatortes. Rösch studierte bis 2019 evangelische Religionspädagogik in Moritzburg im Masterstudium. An der Zwickauer Fučikschule absolvierte er sein Praktikum als Religionslehrer. Zudem war er bis 2019 Frontman und Sänger der Band PaperClip. Er gewann 2018 mit seinem Coach Michael Patrick Kelly die achte Staffel von The Voice of Germany. Ab Januar 2019 ging er zusammen mit den anderen beiden Finalisten auf Tournee. Nach seinem Sieg bei der Castingshow brach er sein Masterstudium ab und ist seitdem in Vollzeit als Musiker tätig. Im Oktober 2019 veröffentlichte er beim Label „The Voice of Germany“ seine neue Single Wir. Im April 2021 erschien neben seiner Single Geschichten sein gleichnamiges Debütalbum. Im November 2022 veröffentlichte Samuel seine EP Für den Augenblick.

## Veröffentlichungen
Singles
- 2019: Wir
- 2020: Zwei Welten
- 2020: Mit Dir
- 2020: Das Größte
- 2021: Leuchtsignal
- 2021: Geschichten, feat. Fidi Steinbeck
- 2022: Das Gute sehen
- 2022: Mondschein
- 2022: Neuanfang
- 2022: Für den Augenblick
- 2023: Rückwärtsgang

Alben
- 2021: Geschichten, SCM Hänssler Musik
- 2022: Für den Augenblick, Copyright Control

Bücher
- mit Beate Hofmann: Samuel Rösch – Ich glaub an dich, bene!, München 2019, ISBN 978-3-96340-106-0.